# 24時間テレビ 愛は地球を救う13
24時間テレビ「愛は地球を救う」13は日本テレビ系列にて1990年8月25日（土曜日）12:00 - 8月26日（日曜日）19:00まで生放送された13回目となる『24時間テレビ』である。

## 概要
この回も前回同様、関東地区と一部地域のみ土曜12:00 - 日曜19:00の31時間放送となった。土曜日17:00まではローカルセールスの任意ネット扱いであるため、正式なネットセールス枠である土曜日17:00以後の26時間とする資料や放送局もある。
メインテーマは『地球を救え!10年計画』
この回では司会を「総合司会」と「総合キャスター」に分ける事になり、長きにわたり「総合司会」を務めた徳光和夫とアグネス・チャンは「総合キャスター」に回され、残った渡辺徹は、フジテレビの深夜番組『いきなり!フライデーナイト』で共演していた山田邦子と共に「総合司会」となった。徳光は前年9月に日本テレビを退職し、この回からフリーアナウンサーとして登板となる。
アニメスペシャルは（一部を除き）放送してきた手塚アニメに代わり、2年前に放送開始し、2023年現在も継続中である『それいけ!アンパンマン』のスペシャル版『それいけ!アンパンマン みなみの海をすくえ!』となった。
エンディングのスタッフロールはラスト1つ前の「想いのままに」のときに流れたが、くまもと県民テレビの代表3者の表示がない不手際があった。
なお1980年（第3回）以来メイン会場に使用された日本武道館は、翌1991年は改修工事のため使用できず、次回の第14回は東京都庁舎で行われる。

## 出演者

### 総合司会
- 山田邦子
- 渡辺徹

### チャリティーパーソナリティー
- 南野陽子

### スペシャルパーソナリティー
- 宮沢りえ

### 総合キャスター
- 徳光和夫
- アグネス・チャン

※徳光はこの年の4月から、TBS系列の土曜19:30番組『クイズダービー』の司会を担当（1992年12月の最終回まで）、またテレビ東京系列の土曜21:00番組『徳光和夫のTVコロンブス』の司会を担当（1995年3月の最終回まで）のため、この間は当番組に出演はしなかった。

### 日本テレビアナウンサー
- 松永二三男
- 斉木かおり
- 鈴木君枝
- 関谷亜矢子
- 福澤朗
- 米森麻美
- 豊田順子

### その他
- 三田佳子
- 宮澤喜一
- 土井たか子
- 沢口靖子
- 三田寛子
- 中畑清
- 関根勤
- 斉藤仁
- 髙嶋政宏
- 高田純次
- 山瀬まみ
- 佐野量子
- 東ちづる
- 相原勇
- 吉田栄作
- 森川由加里
- 吉村明宏
- 稲川淳二
- ケント・デリカット
- 所ジョージ

- 小泉今日子
- 光GENJI
- SMAP
- 忍者
- 酒井法子
- 西田ひかる
- ラッキィ池田
- 鈴木保奈美

- 島倉千代子
- 海老一染之助・染太郎
- 橋幸夫
- せんだみつお
- 向井亜紀
- 栗田貫一
- 生稲晃子
- 笑福亭笑瓶
- Mr.マリック
- 大沢逸美
- 西村知美
- 髙嶋政伸
- 城之内早苗
- ABブラザーズ
- ダンプ松本
- 渡嘉敷勝男
- 田中陽子
- 横森良造
- 和久井映見
- パワーズ
- CHA-CHA
- 大木凡人
- 幕末塾

- 星由里子
- HIROKO
- 小林大作
- 桂春之輔
- 春やすこ
- 吉本真由美
- 海原さおり・しおり
- 海原小浜
- 亀山房代
- 宮川大助・花子
- 田口美幸
- 竹内真理
- 間光代
- マルシア
- 日原麻貴
- Be-2
- 山村貴子
- 相馬ひかる
- ダチョウ俱楽部
- ペコちゃん
- 松村邦洋
- 広川ひかる
- 斎藤清六
- 久我陽子
- テンション
- 水沢螢
- レオナルド熊
- チャイルズ
- 小宮孝泰
- 坂井順子
- 石井光三
- 俵山栄子
- ヒップアップ
- 城後光義
- 掛布雅之
- 凸凹一番・二番
- 松竹梅
- 千葉美加
- 仁藤優子
- 細川直美
- 田村英里子
- 田山真美子
- 川越美和
- ケント・フリック

- 三遊亭円楽
- 桂歌丸
- 林家こん平
- 林家木久蔵
- 三遊亭楽太郎
- 三遊亭小遊三
- 三遊亭好楽
- 山田隆夫
- 林家正楽
- 林家うん平
- 三遊亭五九楽
- 三遊亭いるか

- 亜本マーコ
- 西尾えつ子
- 西村知美
- 千葉紘子
- 小川範子
- 坂上香織
- 宍戸留美
- 大川栄策
- 嘉門達夫
- 須貝智郎
- ポップコーン
- かとうれいこ
- 国実百合
- 三船和子
- ビシバシステム
- 中村由真
- 深水真紀子
- 円広志
- 伊奈かっぺい
- 原田ヒロシ
- 琴けい子
- 朝川ひろこ
- レッグ・ウィング
- レプリカ

- 田原総一朗
- 細川隆一郎
- 樋口恵子
- アントニオ猪木
- デーブ・スペクター
- 浜田卓二郎
- 塩田丸男
- 西尾幹二
- 伊東敬文
- 二木立
- 井上千津子
- 福島瑞穂
- 三好亜矢子
- 鷲見一夫
- フレディー・アギラ
- ヤン・スギョン
- 平野陽子
- ネルソン・マンデラ

- 東京音楽事務所
- 東京少年少女合唱隊
- ザ・バーズ
- ミュージッククリエーション
- BMCダンサーズ
- Bobby Matson
- Marty Bracey
- Maxayne Lewis
- Jaey McCoy
- 山下素公
- 戸部信一
- 勝又玲
- 竹下宏太郎
- SHERRY
- Alice Marie
- ガッシュアウト